# Bilan saison par saison du RFC Liège
Ci-dessous, les classements obtenus, en séries nationales, par le R. FC Liège (matricule 4) depuis 1895.
Statistiques mises à jour le 21 mai 2023 (terme de la saison 2022-2023)
| Ordre | Saison    | Nom du club               | Niveau                      | Classement final | Remarques                  |
| ----- | --------- | ------------------------- | --------------------------- | ---------------- | -------------------------- |
| 1     | 1895-96   | FC Liégeois               | Coupe de Championnat        | 1er/7            | Champion                   |
| 2     | 1896-97   | FC Liégeois               | Coupe de Championnat        | 2e/6             |                            |
| 3     | 1897-98   | FC Liégeois               | Coupe de Championnat        | 1er/5            | Champion                   |
| 4     | 1898-99   | FC Liégeois               | Division 1                  | 1er/5            | Champion                   |
| 5     | 99-1900   | FC Liégeois               | Division 1 Groupe A/B/W     | 4e/6             |                            |
| 6     | 1900-01   | FC Liégeois               | Division d'Honneur          | 6e/9             |                            |
| 7     | 1901-02   | FC Liégeois               | Division d'Honneur Groupe B | 3e/5             |                            |
| 8     | 1902-03   | FC Liégeois               | Division d'Honneur Groupe B | 4e/5             |                            |
| 9     | 1903-04   | FC Liégeois               | Division d'Honneur Groupe B | 4e/5             |                            |
| 10    | 1904-05   | FC Liégeois               | Division d'Honneur          | 4e/11            |                            |
| 11    | 1905-06   | FC Liégeois               | Division d'Honneur          | 9e/10            |                            |
| 12    | 1906-07   | FC Liégeois               | Division d'Honneur          | 9e/10            |                            |
| 13    | 1907-08   | FC Liégeois               | Division d'Honneur          | 7e/10            |                            |
| 14    | 1908-09   | FC Liégeois               | Division d'Honneur          | 11e/12           |                            |
| 15    | 1909-10   | FC Liégeois               | Division d'Honneur          | 12e/12           | Relégué                    |
| 16    | 1910-11   | FC Liégeois               | Promotion (D2)              | 7e/12            |                            |
| 17    | 1911-12   | FC Liégeois               | Promotion (D2)              | 1er/12           | Promu                      |
| 18    | 1912-13   | FC Liégeois               | Division d'Honneur          | 11e/12           | Relégué                    |
| 19    | 1913-14   | FC Liégeois               | Promotion (D2)              | 5e/12            |                            |
|       | 1914-1919 | Compétitions interrompues | Première Guerre mondiale    |                  |                            |
| 20    | 1919-20   | FC Liégeois               | Promotion (D2)              | 5e/12            |                            |
| 21    | 1920-21   | R. FC Liégeois            | Promotion (D2)              | 4e/12            |                            |
| 22    | 1921-22   | R. FC Liégeois            | Promotion (D2)              | 3e/12            |                            |
| 23    | 1922-23   | R. FC Liégeois            | Promotion (D2)              | 1er/14           | Champion et promu          |
| 24    | 1923-24   | R. FC Liégeois            | Division d'Honneur          | 14e/14           | Relégué                    |
| 25    | 1924-25   | R. FC Liégeois            | Promotion (D2) série A      | 3e/14            |                            |
| 26    | 1925-26   | R. FC Liégeois            | Promotion (D2) série B      | 6e/14            |                            |
| 27    | 1926-27   | R. FC Liégeois            | Division 1 (D2)             | 5e/14            |                            |
| 28    | 1927-28   | R. FC Liégeois            | Division 1 (D2)             | 4e/14            |                            |
| 29    | 1928-29   | R. FC Liégeois            | Division 1 (D2)             | 9e/14            |                            |
| 30    | 1929-30   | R. FC Liégeois            | Division 1 (D2)             | 9e/14            |                            |
| 31    | 1930-31   | R. FC Liégeois            | Division 1 (D2)             | 14e/14           |                            |
| 32    | 1931-32   | R. FC Liégeois            | Division 1 (D2) série B     | 9e/14            |                            |
| 33    | 1932-33   | R. FC Liégeois            | Division 1 (D2) série B     | 2e/14            |                            |
| 34    | 1933-34   | R. FC Liégeois            | Division 1 (D2) série B     | 11e/14           |                            |
| 35    | 1934-35   | R. FC Liégeois            | Division 1 (D2) série B     | 13e/14           | Relégué                    |
| 36    | 1935-36   | R. FC Liégeois            | Promotion (D3) série A      | 4e/14            |                            |
| 37    | 1936-37   | R. FC Liégeois            | Promotion (D3) série A      | 5e/14            |                            |
| 38    | 1937-38   | R. FC Liégeois            | Promotion (D3) série C      | 6e/14            |                            |
| 39    | 1938-39   | R. FC Liégeois            | Promotion (D3) série A      | 2e/14            |                            |
|       | 1939-40   | Compétitions arrêtées     |                             |                  |                            |
|       | 1940-41   | Compétitions régionales   |                             |                  |                            |
| 40    | 1941-42   | R. FC Liégeois            | Promotion (D3) série D      | 5e/14            |                            |
| 41    | 1942-43   | R. FC Liégeois            | Promotion (D3) série A      | 1er/16           | Champion et promu          |
| 42    | 1943-44   | R. FC Liégeois            | Division 1(D2) série B      | 1er/15           | Champion et promu          |
|       | 1944-45   | Compétitions arrêtées     |                             |                  |                            |
| 43    | 1945-46   | R. FC Liégeois            | Division d'Honneur          | 6e/19            |                            |
| 44    | 1946-47   | R. FC Liégeois            | Division d'Honneur          | 7e/19            |                            |
| 45    | 1947-48   | R. FC Liégeois            | Division d'Honneur          | 3e/16            |                            |
| 46    | 1948-49   | R. FC Liégeois            | Division d'Honneur          | 8e/16            |                            |
| 47    | 1949-50   | R. FC Liégeois            | Division d'Honneur          | 7e/16            |                            |
| 48    | 1950-51   | R. FC Liégeois            | Division d'Honneur          | 4e/16            |                            |
| 49    | 1951-52   | R. FC Liégeois            | Division d'Honneur          | 1er/16           | Champion                   |
| 50    | 1952-53   | R. FC Liégeois            | Division 1                  | 1er/16           | Champion                   |
| 51    | 1953-54   | R. FC Liégeois            | Division 1                  | 5e/16            |                            |
| 52    | 1954-55   | R. FC Liégeois            | Division 1                  | 6e/16            |                            |
| 53    | 1955-56   | R. FC Liégeois            | Division 1                  | 6e/16            |                            |
| 54    | 1956-57   | R. FC Liégeois            | Division 1                  | 5e/16            |                            |
| 55    | 1957-58   | R. FC Liégeois            | Division 1                  | 9e/16            |                            |
| 56    | 1958-59   | R. FC Liégeois            | Division 1                  | 2e/16            |                            |
| 57    | 1959-60   | R. FC Liégeois            | Division 1                  | 5e/16            |                            |
| 58    | 1960-61   | R. FC Liégeois            | Division 1                  | 2e/16            |                            |
| 59    | 1961-62   | R. FC Liégeois            | Division 1                  | 4e/16            |                            |
| 60    | 1962-63   | R. FC Liégeois            | Division 1                  | 7e/16            |                            |
| 61    | 1963-64   | R. FC Liégeois            | Division 1                  | 5e/16            |                            |
| 62    | 1964-65   | R. FC Liégeois            | Division 1                  | 6e/16            |                            |
| 63    | 1965-66   | R. FC Liégeois            | Division 1                  | 9e/16            |                            |
| 64    | 1966-67   | R. FC Liégeois            | Division 1                  | 3e/16            |                            |
| 65    | 1967-68   | R. FC Liégeois            | Division 1                  | 10e/16           |                            |
| 66    | 1968-69   | R. FC Liégeois            | Division 1                  | 10e/16           |                            |
| 67    | 1969-70   | R. FC Liégeois            | Division 1                  | 11e/16           |                            |
| 68    | 1970-71   | R. FC Liégeois            | Division 1                  | 11e/16           |                            |
| 69    | 1971-72   | R. FC Liégeois            | Division 1                  | 8e/16            |                            |
| 70    | 1972-73   | R. FC Liégeois            | Division 1                  | 10e/16           |                            |
| 71    | 1973-74   | R. FC Liégeois            | Division 1                  | 6e/16            |                            |
| 72    | 1974-75   | R. FC Liégeois            | Division 1                  | 11e/20           |                            |
| 73    | 1975-76   | R. FC Liégeois            | Division 1                  | 10e/19           |                            |
| 74    | 1976-77   | R. FC Liégeois            | Division 1                  | 15e/18           |                            |
| 75    | 1977-78   | R. FC Liégeois            | Division 1                  | 14e/18           |                            |
| 76    | 1978-79   | R. FC Liégeois            | Division 1                  | 16e/18           |                            |
| 77    | 1979-80   | R. FC Liégeois            | Division 1                  | 9e/18            |                            |
| 78    | 1980-81   | R. FC Liégeois            | Division 1                  | 12e/18           |                            |
| 79    | 1981-82   | R. FC Liégeois            | Division 1                  | 15e/18           |                            |
| 80    | 1982-83   | R. FC Liégeois            | Division 1                  | 9e/18            |                            |
| 81    | 1983-84   | R. FC Liégeois            | Division 1                  | 13e/18           |                            |
| 82    | 1984-85   | R. FC Liégeois            | Division 1                  | 3e/18            |                            |
| 83    | 1985-86   | R. FC Liégeois            | Division 1                  | 6e/18            |                            |
| 84    | 1986-87   | R. FC Liégeois            | Division 1                  | 6e/18            |                            |
| 85    | 1987-88   | R. FC Liégeois            | Division 1                  | 5e/18            |                            |
| 86    | 1988-89   | R. FC Liégeois            | Division 1                  | 3e/18            |                            |
| 87    | 1989-90   | R. FC Liégeois            | Division 1                  | 12e/18           |                            |
| 88    | 1990-91   | R. FC Liégeois            | Division 1                  | 10e/18           |                            |
| 89    | 1991-92   | R. Club Liégeois          | Division 1                  | 15e/18           |                            |
| 90    | 1992-93   | R. Club Liégeois          | Division 1                  | 12e/18           |                            |
| 91    | 1993-94   | R. Club Liégeois          | Division 1                  | 13e/18           |                            |
| 92    | 1994-95   | R. Club Liégeois          | Division 1                  | 18e/18           | Relégué                    |
| 93    | 1995-96   | R. Tilleur FC Liège       | Division 3 série B          | 1er/16           | Champion et promu !        |
| 94    | 1996-97   | R. Tilleur FC Liège       | Division 2                  | 13e/18           |                            |
| 95    | 1997-98   | R. Tilleur FC Liège       | Division 2                  | 7e/18            |                            |
| 96    | 1998-99   | R. Tilleur FC Liège       | Division 2                  | 14e/18           |                            |
| 97    | 99-2000   | R. Tilleur FC Liège       | Division 2                  | 15e/18           |                            |
| 98    | 2000-01   | R. FC Liège               | Division 2                  | 15e/18           |                            |
| 99    | 2001-02   | R. FC Liège               | Division 2                  | 10e/18           |                            |
| 100   | 2002-03   | R. FC Liège               | Division 2                  | 7e/18            | Relégué administrativement |
| 101   | 2003-04   | R. FC Liège               | Division 3 série B          | 14e/16           | Relégué après barrages     |
| 102   | 2004-05   | R. FC Liège               | Promotion série D           | 9e/16            |                            |
| 103   | 2005-06   | R. FC Liège               | Promotion série D           | 3e/16            | Promu via tour final       |
| 104   | 2006-07   | R. FC Liège               | Division 3 série B          | 12e/16           |                            |
| 105   | 2007-08   | R. FC Liège               | Division 3 série B          | 1er/16           | Champion et promu          |
| 106   | 2008-09   | R. FC Liège               | Division 2                  | 11e/19           |                            |
| 107   | 2009-10   | R. FC Liège               | Division 2                  | 19e/19           | Relégué                    |
| 108   | 2010-11   | R. FC Liège               | Division 3 série B          | 18e/18           | Relégué                    |
| 109   | 2011-12   | R. FC Liège               | Promotion série D           | 3e/16            | Tour final                 |
| 110   | 2012-13   | R. FC Liège               | Promotion série D           | 4e/16            | Tour final                 |
| 111   | 2013-14   | R. FC Liège               | Promotion série D           | 2e/16            | Tour final                 |
| 112   | 2014-15   | R. FC Liège               | Promotion série D           | 1er/16           | Champion et promu          |
| 113   | 2015-16   | R. FC Liège               | Division 3 série B          | 7e/19            | Relégué                    |
| 114   | 2016-17   | R. FC Liège               | D2 Amateur ACFF             | 2e/16            | Tour final                 |
| 115   | 2017-18   | R. FC Liège               | D2 Amateur ACFF             | 2e/16            | Promu via tour final       |
| 116   | 2018-19   | R. FC Liège               | D1 Amateur                  | 6e/16            |                            |
| 117   | 2019-20   | R. FC Liège               | D1 Amateur                  | 12e/16           |                            |
| 118   | 2020-21   | R. FC Liège               | Nationale 1                 | N/A              | Saison annulée !           |
| 119   | 2021-22   | R. FC Liège               | Nationale 1                 | 2e/15            |                            |
| 120   | 2022-23   | R. FC Liège               | Nationale 1                 | 2e/20            | Promu !                    |
| 121   | 2023-24   | R. FC Liège               | Division 1B                 | 7e/16            |                            |
| 122   | 2024-25   | R. FC Liège               | Division 1B                 | .../16           |                            |